# Österreichische American-Football-Nationalmannschaft

Helmlogo der österreichischen Nationalmannschaft

Die österreichische American-Football-Nationalmannschaft ist die österreichische Nationalmannschaft für American Football. Sie wird vom American Football Bund Österreich (AFBÖ) organisiert und existiert in ihrer jetzigen Form seit 2006.

## Geschichte
Die erste Gründung der Herren-Nationalmannschaft ist auf das Jahr 1982 zurückzuführen. Die damalige Nationalmannschaft konnte 1983 den 5. Platz und 1995 den 3. Platz als größten Erfolg bei der American-Football-Europameisterschaft aufweisen.
2001 legte der AFBÖ seine Konzentration auf das Junioren-Nationalteam und löste somit das Herren-Nationalteam auf.
Erst 2006 folgte die Neugründung. Deshalb musste im Anschluss der Wiedereinstieg von ganz unten begonnen werden. Head Coach Bernhard Binstorfer, der das Team bis zum ersten Erfolg bei der C-Europameisterschaft 2007 geführt hat. Im Jahr 2009 wurde das Amt von dem Amerikaner Rick Rhoades, dem Headcoach der Graz Giants, übernommen.
2009 folgte dann in Wolfsberg der erneute Titelgewinn bei der B-Europameisterschaft, womit sich das Team für die A-Europameisterschaft 2010 in Deutschland qualifizierte. Dort soll die sportliche Qualifikation, also ein Platz unter den ersten drei Nationen, für die Heimweltmeisterschaft 2011 erfolgen und somit das Ziel der sogenannten „Mission 2011“ erreicht werden.
Im Mai 2010 gewann das Team Austria in der von den Raiffeisen Vikings Vienna organisierten Charity Bowl XII gegen das US-amerikanische Division-III-College Augustana, Illinois, mit 10-3 und konnten als erstes rein europäisches Team gegen ein US-amerikanisches in der Geschichte gewinnen. Es war das einzige Vorbereitungsspiel auf die Europameisterschaft im Juli desselben Jahres. Um für selbige und der Weltmeisterschaft 2011 eine ideale Vorbereitung für das Nationalteam zu gewährleisten, verkürzte der AFBÖ die erste österreichische Spielklasse 2010 und 2011 auf nur sechs Grunddurchgangsspiele und sperrte zudem den Auf- und Abstieg für beide Jahre.
Die letzte österreichische Niederlage stellte bis zur American-Football-Weltmeisterschaft 2011 das 17-21 von 2006 gegen den damaligen Europameister Schweden dar. Bei ebendieser Weltmeisterschaft belegte Österreich nach drei Vorrunden-Niederlagen gegen Japan, Kanada und Frankreich und einem Sieg gegen Australien im Spiel um Platz sieben den siebenten Endrang.

## Platzierungen

### Weltmeisterschaften
| 1999 | Italien     | –        |
| 2003 | Deutschland | –        |
| 2007 | Japan       | –        |
| 2011 | Österreich  | 7. Platz |
| 2015 | USA         | –        |

### Europameisterschaften
| 1983 | Castel Giorgio, Italien | 5. Platz               |
| 1985 | Italien                 | –                      |
| 1987 | Finnland                | Qualifikation 1. Runde |
| 1989 | Deutschland             | –                      |
| 1991 | Finnland                | Qualifikation 2. Runde |
| 1993 | Italien                 | –                      |
| 1995 | Österreich              | 3. Platz               |
| 1997 | Italien                 | –                      |
| 2000 | Deutschland             | Qualifikation          |
| 2001 | Deutschland             | 6. Platz               |
| 2005 | Schweden                | –                      |
| 2010 | Deutschland             | 3. Platz               |
| 2014 | Österreich              | 2. Platz               |
| 2018 | Finnland                | 2. Platz               |
| 2021 | Europa                  | 5. Platz               |
| 2023 | Europa                  | Europameister          |
| 2025 | Europa                  |                        |

## Kader

### 2023
Offizieller 45-Mann Kader der österreichischen Herren-Nationalmannschaft beim Finale der American-Football-Europameisterschaft 2023:
Legende:
- VIE = Vienna Vikings (ELF) - 25
- RAI = Raiders Tirol (ELF) - 13
- DRA = Danube Dragons (AFL) - 3
- OTT = Ottawa Redblacks (CFL) - 1
- HSD = Hamburg Sea Devils (ELF) - 1
- SRG = Stuttgart Surge (ELF) - 1
- VIK = AFC Vienna Vikings (AFL) - 1

### 2021
Aktueller Kader der österreichischen Herren-Nationalmannschaft bei der American-Football-Europameisterschaft 2021:
Legende:
- VIK = Dacia Vienna Vikings - 23
- DRA = Danube Dragons - 13
- GIA = Graz Giants - 12
- RAI = Swarco Raiders Tirol - 12
- PAT = Telfs Patriots - 2
- RAN = AFC Rangers - 2
- SAL = Salzburg Football Team - 2
- LIO = Carinthian Lions - 1
- RAZ = Ravensburg Razorbacks (Deutschland) - 1
- STE = ATRIUM SteelSharks Traun - 1
- TUR = TU Robots - 1
- UNI = Schwäbisch Hall Unicorns (Deutschland) - 1
- WIL = Kirchdorf Wildcats (Deutschland) - 1

### 2018

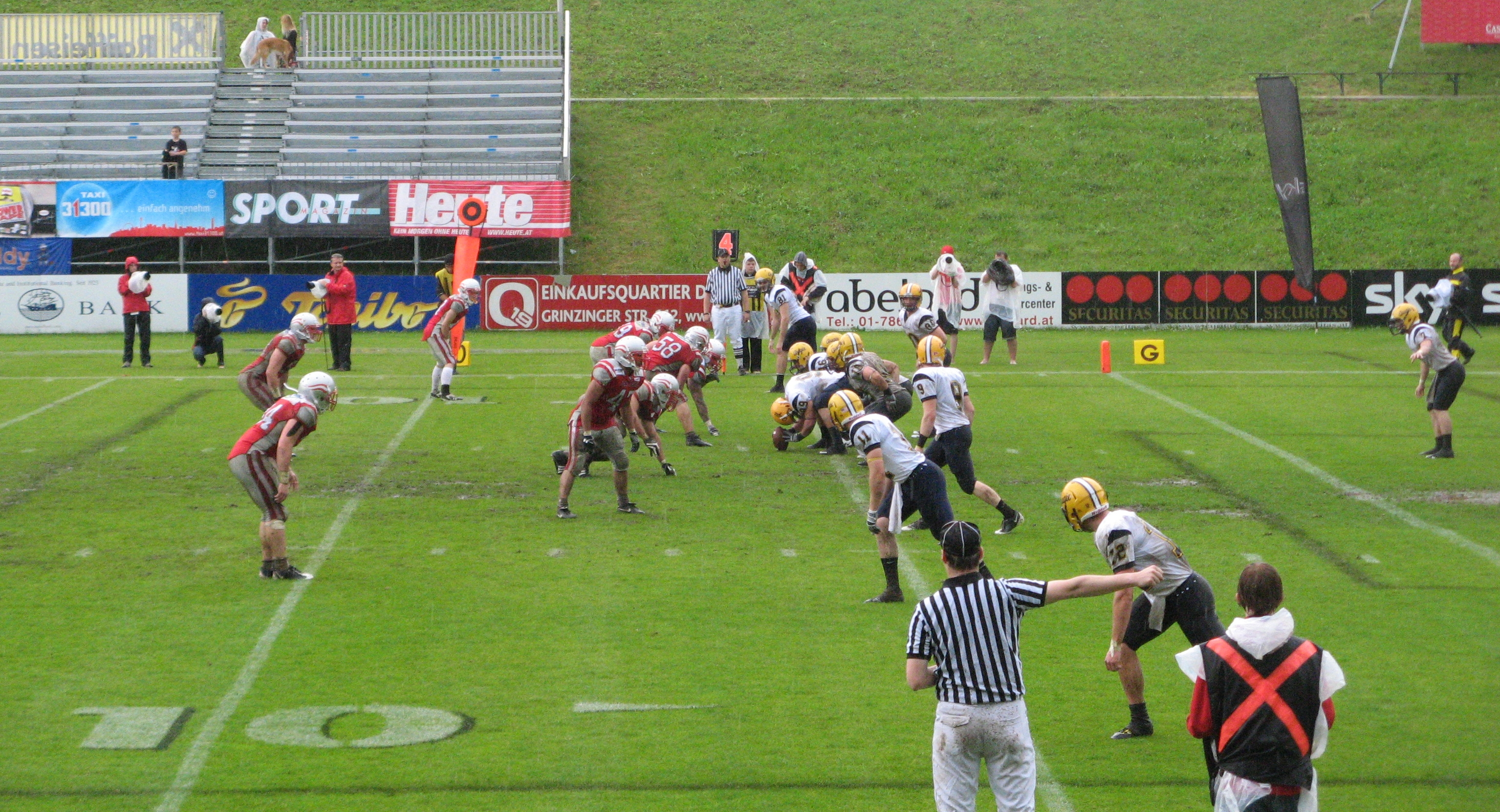
Das österreichische Nationalteam gegen das Augustana College (10-3) im Charity Bowl XII (2010)

Kader der österreichischen Herren-Nationalmannschaft bei der American-Football-Europameisterschaft 2018:
Legende:
- RAI  = Swarco Raiders Tirol (16)
- GIA  = Graz Giants (9)
- VIK  = Raiffeisen Vikings Vienna (8)
- DRA  = Danube Dragons (7)
- RAN  = AFC Rangers (2)
- BULL = Salzburg Bulls (1)
- MERC = Marburg Mercenaries (1)
- ?    = ohne Team (1)

### 2014
Kader der österreichischen Herren-Nationalmannschaft bei der American-Football-Europameisterschaft 2014:
Legende:
- VIK = Raiffeisen Vikings Vienna (21)
- GIA = Graz Giants (9)
- RAI = Swarco Raiders Tirol (8)
- DRA = Danube Dragons (6)
- LIO = Carinthian Lions (1)
- TRA = Steelsharks Traun (1)
- THU = Amstetten Thunder (1)
- KNI = Vienna Knights (1)
- CIN = Cineplexx Blue Devils Hohenems (1)
- BRO = Calanda Broncos (2)

### 2011
Kader der österreichischen Herren-Nationalmannschaft bei der American-Football-Weltmeisterschaft 2011.
Legende:
- VIK = Raiffeisen Vikings Vienna (20)
- GIA = Graz Giants (10)
- RAI = Swarco Raiders Tirol (11)
- DRA = Danube Dragons (4)
- RAN = Kornmesser Rangers (1)
- LIO = Carinthian Lions (1)